# John Percy Blake
John Percy Blake –conocido como Jack Blake– (Shoreditch, 13 de noviembre de 1874-Kensington, 19 de diciembre de 1950) fue un deportista británico que compitió en esgrima, especialista en la modalidad de espada. Participó en tres Juegos Olímpicos de Verano entre los años 1908 y 1920, obteniendo una medalla de plata en Estocolmo 1912 en la prueba por equipos.

## Palmarés internacional
| Juegos Olímpicos | Juegos Olímpicos   | Juegos Olímpicos | Juegos Olímpicos   |
| Año              | Lugar              | Medalla          | Prueba             |
| ---------------- | ------------------ | ---------------- | ------------------ |
| 1912             | Estocolmo (Suecia) | Medalla de plata | Espada por equipos |